# Peter Wittgenstein
Ludwig Adolph Peter, Príncipe Wittgenstein (Pyotr Khristianovich Vitgenshtein) (em alemão:  Ludwig Adolph Peter Fürst zu Sayn-Wittgenstein, em russo:  Пётр Христиа́нович Ви́тгенштейн) (Pereiaslave, 17 de janeiro de 1769 — Lviv, Império Austríaco, 11 de junho de 1843) foi um marechal russo distinguido por serviços nas Guerras Napoleônicas.